# 京华时报
《京华时报》是中国北京市的一家报纸，创刊于2001年5月28日。该报最初隶属于《人民日报》社，后隶属中共北京市委宣传部，报头由邵华泽题字。
该报曾是北京發行量最大、經濟收益最好的市民綜合類報紙，但由于新媒體衝擊和市場環境變化，虧損嚴重，于2017年元旦停刊。

## 简介
2001年3月，京华时报社创立，由中共中央机关报《人民日报》主管主办，占50%股份，北大青鸟公司占50%股份。社长吴海民、总编辑朱德付引入北大青鸟的资金，采取有限责任公司的运作模式经营报纸。按照合作协议，采编体系由人民日报负责，经营体系由北大青鸟负责。《京华时报》成为全国各级党报第一份引进社会资金，且党报不控股51%的都市报。2001年5月28日，《京华时报》创刊。属于新闻类综合性都市报。
到2011年，京华时报已经成为“拥有七大专业类周刊、京华杂志、京华图书、京华演艺、京华视频、京华广告、京华物流、京华网、亿家网、京华VNEWS网、京华微博、京华各类电子终端产品在内的一个全媒体的传媒集群。 ”
2011年9月2日，《京华时报》与《人民日报》脱钩，改为“由中共北京市委宣传部主管，北京市国有文化资产监督管理办公室出资的新闻类综合性都市日报。”
2012年5月17日，京华时报云报纸正式发布，称是首家结合图像识别技术和纸媒的媒体，通过手机客户端拍摄报纸图像，可查看图像相关的视频等内容。

## 农夫山泉事件
2013年4月10日到5月7日，京华时报以67个版面、76篇报道，直指农夫山泉水质“标准不如自来水”。农夫山泉通过官方微博反驳，但京华时报记者称都是客观报道。4月28日，农夫山泉向北京市第二中级人民法院提起诉讼，根据当时已产生的损失向北京某时报索赔6000万。5月6日，农夫山泉在京召开新闻发布会，宣布关闭北京工厂，3个月后不再向当地提供桶装水。《京华时报》多名记者到场，双方在会场发生争论，发布会现场一度混乱，有其他记者称现场为一场“闹剧”。此后，京华时报在朝阳区人民法院反诉农夫山泉，称农夫山泉在公开声明中说京华时报“信口开河”，损坏了京华时报的名誉权，要求为其恢复名誉，消除影响，并赔偿经济损失1元。此后，农夫山泉把起诉标的提高到了2亿元。朝阳区人民法院于7月23日和8月6日分别受理了京华时报社诉农夫山泉股份有限公司和农夫山泉股份有限公司诉京华时报社两起名誉权纠纷案，并于11月29日合并开庭审理。11月4号，农夫山泉向国家新闻出版广电总局举报中心递交举报材料，称《京华时报》今年4月10日至5月7日连续发表针对农夫山泉的负面新闻，捏造事实，进行虚假报道，对公司造成严重损害。国家新闻出版广电总局对此表示受理。2014年4月10日，网上爆料京华时报曾报道农夫山泉事件的记者李斌被检察院带走，与李斌接触过的多家企业的多位人士也已经接受过询问。京华时报回应称，李斌早已离职，已不是京华时报记者。2014年4月16日，农夫山泉与京华时报的名誉侵权纠纷案件在北京市朝阳区人民法院第二次开庭，而在长达5个小时（上、下午）的庭审后，举证工作仍未完成。2017年6月13日，农夫山泉撤诉，称此举仅表达“对法律秩序的失望和无奈”。

## 停刊
2016年10月17日，有媒体人在朋友圈发布消息称，《京华时报》面临停刊，将归入北京日报报业集团，与《北京晨报》合并。消息发布后，京报集团、《京华时报》和《北京晨报》未对这一消息发出官方置评。又有消息称《京华时报》刊号确认注销，2017年元旦休刊；报社的编制被北京日报收回；报社采编人员参加日报集团的内部岗位双选会。《京华时报》采编人员约300多人，但停刊后只保留几十个岗位并入日报，且一些岗位需要北京户口。大多数编辑要自谋职业。
2016年11月13日，《京华时报》通过其官方新浪微博确认了报刊将于2017年1月1日停刊。据京华时报社官方发布的消息显示，由於新媒體衝擊和市場環境變化，京華時報「身陷困境，虧損嚴重，突圍未果」，主管部門因此決定將京華時報社主管主辦單位變更為北京日報報業集團，并宣布该报2017年1月1日起休刊，並於同日下午在社內開會，商討安排員工轉至北京日報報業集團、北京電台、北京電視台等單位任職的事宜。2016年12月29日，《京华时报》发布休刊公告，称该报自2017年1月1日起正式停刊，同时保留和发展《京华时报》新媒体业务。
2017年8月15日，《京华时报》新媒体各平台推送部分内容后陆续停止更新。有分析称一旦全面停止更新，《京华时报》将全面退出历史舞台。